# Paco Varol
Ufuk „Paco“ Varol (* 11. Januar 1989 in Hamburg) ist ein deutscher Footballspieler.

## Laufbahn
Der gebürtige Hamburger spielte bei den St. Pauli Buccaneers und wurde dort von Trainer Campino Milligan ausgebildet. 2008 wurde Varol mit der deutschen Auswahl Jugendeuropameister. In der 2009 gehörte der in der Verteidigung eingesetzte Varol zur Mannschaft der Hamburg Blue Devils in der Regionalliga und wechselte dann in die Vereinigten Staaten an die Liberty University (Bundesstaat Virginia). In dem Land hatte er einst zuvor bereits als Austauschschüler an der texanischen Honey Grove High School geweilt. Nach drei Jahren verließ der 1,90-Meter-Mann die Hochschulmannschaft der Liberty University und damit die erste NCAA-Division, er schloss sich der Missouri Southern State University (zweite NCAA-Division) an. Dort spielte er 2012 und 2013.
Nach seiner Rückkehr nach Deutschland stand Varol in der Saison 2014 in Diensten der Braunschweig Lions, mit denen er deutscher Meister wurde sowie den Eurobowl erreichte, dort jedoch gegen Berlin Adler verlor. Im Vorfeld des Spieljahres 2015 wechselte er innerhalb der GFL von Braunschweig zu den Kiel Baltic Hurricanes. 2015 gewann er mit der Mannschaft aus der Landeshauptstadt Schleswig-Holsteins den EFAF Cup. Er spielte bis 2018 in Kiel. Im März 2019 wurde er als Neuzugang bei einem weiteren Erstligisten, den Hildesheim Invaders, vorgestellt. 2021 wurde er Mitglied der Hamburg Sea Devils in der europäischen Spielklasse ELF.